# Майсурадзе, Лука
Лука Майсурадзе (груз.  ლუკა მაისურაძე– ; род. 30 января 1998, Хашури, Шида-Картли) — грузинский дзюдоист, двукратный чемпион мира 2023 и 2025 годов, двукратный чемпион Европы 2022 и 2025 годов, бронзовый призёр чемпионатов мира, Европы и Европейских игр 2019 года.

## Биография
Родился в 1998 году. Начал заниматься дзюдо и самбо в Гори в спортивном центре Гурама Папиташвили. В настоящее время тренируется в спортивном клубе «Динамо» в Тбилиси. С 2019 года выступает в мужской сборной по дзюдо в полусреднем весе до 81 кг.
В июне 2019 года в Минске на совместном турнире II Европейские игры и чемпионат Европы по дзюдо в весовой категории до 81 кг он завоевал бронзовую медаль.
На предолимпийском чемпионате мира 2019 года, который проходил в Токио завоевал бронзовую медаль, победив в поединке за третье место соперника из Ирана чемпиона мира 2018 года Саида Моллаеи.
В 2020 году на чемпионате Европы в ноябре в чешской столице, Лука смог завоевать бронзовую медаль турнира. В четвертьфинале уступил своему соотечественнику Тато Григалашвили.
На чемпионате мира 2023 года, который состоялся в Дохе, грузинский спортсмен завоевал чемпионский титул. В финале он сумел победить своего соотечественника Лашу Бекаури.
В июне 2025 года на чемпионате мира в Будапеште в весовой категории до 90 кг завоевал бронзовую медаль. В схватке за третье место одолел соперника из Италии Клена Кенни Коми Беделя. В командном соревновании в составе Грузии стал чемпионом мира. 